# 66P/du Toit
La comète du Toit, officiellement 66P/du Toit, est une comète périodique du système solaire, découverte le 16 mai 1944 par Daniel du Toit à l'Observatoire Boyden en Afrique du Sud.